# فرودگاه شوبدان

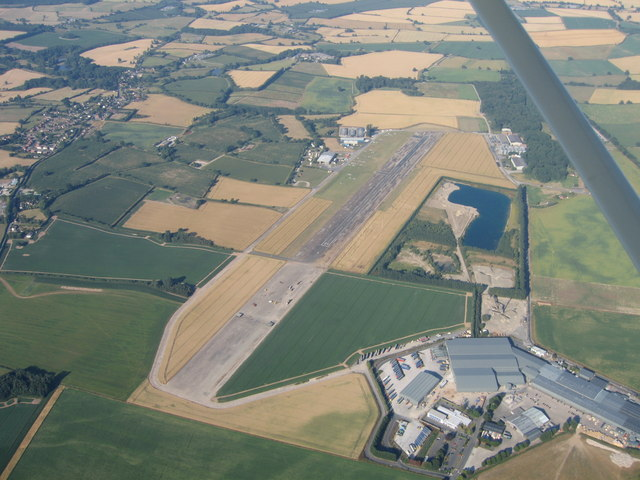
فرودگاه شوبدان

فرودگاه شوبدان (به انگلیسی: Shobdon Aerodrome) یک فرودگاه خصوصی است که یک باند فرود سنگفرش دارد و طول باند آن ۸۳۶ متر است. این فرودگاه در کشور انگلستان قرار دارد و در ارتفاع ۹۷ متری از سطح دریا واقع شده است.